# Gheorghe Tarna
Gheorghe Tarna (n. 24 februarie 1942) este un fost deputat român în legislatura 1992-1996 și în legislatura 1996-2000, ales în județul Ialomița pe listele partidului PD-Partidul Democrat. Gheorghe Tarna a absolvit facultatea de limbă și literatură română din cadrul Universității București. Gheorghe Tarna a fost ales pe listele PD. În legislatura 1996-2000, Gheorghe Tarna a fost membru în grupurile parlamenatre de prietenie cu Republica Costa Rica, Republica Austria, Republica Portugheză, Marele Ducat de Luxemburg, Regatul Suediei și Republica Lituania. 